# Wesleyan Methodist Missionary Society
General Wesleyan Methodist Missionary Society (WMMS) var ett metodistiskt missionssällskap, bildat i Storbritannien 1817.
1840 hade WMMS 254 missionsstationer fördelade enligt följande: 84 i Nordamerika, 50 i Västindien, 31 i Europa, 25 i Afrika och 22 i Asien. 